# Abengoa
Abengoa, S. A. fue una empresa multinacional española especializada en los sectores de infraestructuras, energía y agua. Fue fundada el 4 de enero de 1941 por Javier Benjumea Puigcerver y José Manuel Abaurre Fernández-Pasalagua, y tiene su sede en el Campus Palmas Altas de Sevilla. Su presidente hasta el 17 de noviembre de 2020 fue Gonzalo Urquijo Fernández de Araoz.[actualizar] Su actual presidente es Clemente Fernández. Actualmente la empresa se encuentra en concurso de acreedores.
Abengoa invierte en investigación en tecnologías sostenibles, e implementa estas tecnologías en España al tiempo que las exporta globalmente. Estas tecnologías incluyen la energía termosolar de concentración y la desalinización.
En 1996, comenzó a cotizar en el Mercado Continuo, y desde el 2 de enero de 2008 en el índice IBEX 35 hasta el 1 de julio de 2013. El 20 de junio de 2014 Abengoa regresa al Ibex 35 para volver a salir el 27 de noviembre de 2015.
Sus ventas y beneficios netos en 2011 fueron 7089 millones de euros y 257 millones de euros respectivamente. Entonces, más del 72 % de sus ventas procedían de fuera de España. Algunos de sus mercados más importantes eran: Brasil (20.7 %), Estados Unidos (19 %), donde construyó en 2013 y desde entonces gestiona la planta termosolar más grande del mundo en California, Europa (28 %) o Hispanoamérica (10.90 %).
En 2012, se estimaba una plantilla superior a los 26 000 trabajadores, de los cuales un 29,5 % estaba en España y un 70 % fuera.
A finales de 2013, el volumen de venta superior se producía en Estados Unidos, que representa un 28 %, y solo era superado por Iberoamérica con un 29 %. A continuación vendrían Asia y África, que continuaban adquiriendo mayor relevancia, representando ya un 20 % de las ventas totales; y Europa, con un 28 %. Las ventas de ese año de la compañía fueron de 7356 millones de euros.
En 2014, Abengoa cerraba el año con 7151 millones de euros de ventas, lo que representa un descenso de un 1 % frente a los 7245 millones de euros del año anterior; el ebitda consolidado creció un 11 % interanual alcanzando los 1408 millones de euros y el beneficio neto aumentó un 24 % hasta alcanzar los 125 millones de euros.
Abengoa cerraba el año 2015 con una facturación de 5755 millones de euros y un Ebitda de 515 millones de euros frente a los 7151 millones de euros y 1408 millones de euros respectivamente del ejercicio anterior.
Las cuentas formuladas y auditadas de 2016 presentan una cifra de negocios de 1.510 millones de euros, con un resultado atribuido negativo de -7.629 millones de euros. El patrimonio neto atribuido al cierre del ejercicio 2016 era igualmente negativo, -7.336 millones de euros, equivalente a un valor patrimonial por acción negativo de 7,79 euros.
De acuerdo con los resultados de 2019 inicialmente publicados, en mayo de 2020, Abengoa finalizó el ejercicio de 2019 con un incremento de las ventas del 15 % respecto al ejercicio anterior, alcanzando los 1.493 millones de euros. Su EBITDA también aumentó hasta llegar a los 300 millones de euros, un 60 % más que en 2018. Además, la contratación ascendió a los 1107 millones de euros.
A pesar del resultado operativo positivo, tanto las cuentas de 2019 inicialmente publicadas en mayo de 2020 como las formuladas en febrero de 2021 arrojaron pérdidas, por valor de 549.11 M€, y un patrimonio neto negativo, de 4760 M€.

## Historia
Fue fundada en Sevilla (Andalucía), España el 4 de enero de 1941 por los ingenieros Javier Benjumea Puigcerver y José Manuel Abaurre Fernández-Pasalagua, con un capital social de 180 000 pesetas (1082 euros). Su objetivo inicial era fabricar contadores eléctricos, aunque la situación económica de la época impidió el proyecto. Sin embargo, la empresa comenzó a dedicarse a partir de 1943 a la elaboración de proyectos, estudios técnicos y montajes eléctricos.
Entre 1941 y 1950, comenzó su extensión al resto de Andalucía, siendo la facturación, por aquel entonces, de unos 45 millones de pesetas (270 456 €). En los años cincuenta continúa su expansión por el resto de España, iniciando en los años sesenta su internacionalización. En 1966, en su 25.º aniversario, la facturación de la compañía fue de 4880 millones de pesetas (29 329 391 €).
Actualmente, Abengoa desarrolla su negocio en los sectores de la energía y medioambiente, a través de las actividades de ingeniería y construcción, infraestructuras de tipo concesional y producción industrial. La compañía está presente en 48 países.
Desde 2009, su sede se encuentra en Campus Palmas Altas (Sevilla), obra del arquitecto británico Richard Rogers, que actualmente alberga a unos 3000 empleados de la compañía.
Su capitalización bursátil era de 1381 millones de euros en 2011 y sus principales accionistas eran la familia Benjumea (56 %) y el fondo Blackrock (4.2 %). Según ha detectado un informe de la UCO, Abengoa pagó 3,9 millones de euros al bufete Equipo Económico del caso Montoro entre 2009 y 2015. Esta relación iba “mucho más allá de lo contractual”.  Por ejemplo, Ricardo Martínez Rico, presidente de Equipo Económico, entró en el consejo de administración de Abengoa junto a su hermano Felipe Martínez, que había sido director de gabinete de Montoro.
El 24 de noviembre de 2015, la empresa anunció que solicitaba el preconcurso de acreedores, tras el fracaso en la búsqueda del capital necesario para seguir funcionando; en ese momento su pasivo total alcanzaba los 27 356 millones de Euros a cierre del mes de septiembre anterior. Al día siguiente, sus acciones se desploman más del 70 % en Bolsa en su vuelta a la negociación. En una reunión extraordinaria celebrada el día 25 de noviembre, el comité de expertos del IBEX 35 decidió excluir, a partir del viernes 27 del mes, la cotización de las acciones clase B de Abengoa.
La junta general extraordinaria de accionistas celebrada el 22 de noviembre de 2016 aprobó la restructuración financiera de Abengoa, que incluía la aportación de sus activos esenciales a Abengoa Abenewco 1 y, a propuesta de la anterior Comisión de Nombramientos y Retribuciones sobre la base de la propuesta de la empresa de selección de directivos y consejeros Spencer Stuart, el nombramiento de nuevos consejeros. Todos los acuerdos fueron aprobados con más del 99,8 % del 52,1 % del capital presente en la reunión.
En marzo de 2017, el presidente de Abengoa, Gonzalo Urquijo, anunciaba a los trabajadores del grupo andaluz que procederá al desembolso del dinero nuevo, la entrega de los títulos de deuda y capital post reestructuración, para la implementación del plan de viabilidad.
El 7 de julio de 2017, las acciones de Abengoa caen a 0.010 euros, el límite de cotización en la bolsa española. Un semana antes, la Junta General de Accionistas no aprobaba la medida de agrupar sus acciones en un título nuevo por cada cien antiguos, lo que se conoce como una agrupación de acciones. Nota: el 19 de septiembre de 2018, BME comunicó en una circular la eliminación del requisito mínimo de cotización de 0.01 euros.
Los problemas de financiación volvieron a aparecer en 2019. El equipo de Urquijo, que había anunciado pérdidas por varios cientos de millones de euros, pretendía obtener un rescate financiero al que llamó plan Vellocino, con las garantías del CESCE, el ICO y la Junta de Andalucía. Así se comunicó el 6 de agosto de 2020, aunque la Junta de Andalucía, no encontrando instrumentos jurídicos que le permitieran participar, no apoyó el rescate anunciado y este finalmente decayó.
Mientras tanto, existía una guerra abierta entre los accionistas minoritarios y la dirección de Urquijo, que veían como sus inversiones iban a perderse, ya que el rescate se pretendía para una de las filiales de Abengoa, Abenewco 1, que dejaba a estos con tan solo el 2,7 % de su valor.
Agrupados los accionistas minoritarios en la plataforma Abengoashares consiguieron destituir al consejo de administración de Abengoa, sin poder nombrar sustitutos. No obstante, Urquijo y su equipo permanecieron en Abenewco1, manteniendo el control de esta compañía mientras no se nombrara al nuevo consejo de la matriz. A finales de 2020, los minoritarios consiguieron imponerse y, antes de colocar a su candidato, Marcos de Quinto, este ya se había alineado con el plan Vellocino.
Marcos de Quinto dimitió, dejando al frente a su cuñada Margarida Smith, a Juan Pablo López-Riva y a Jordi Sarriás, que dimitió a los 13 días. El 8 de enero de 2021 Gonzalo Urquijo y su equipo dimitieron de Abenewco1, donde continuaban, y en febrero el consejo de administración residual (Juan Pablo López-Riva y Margarida Smith) declaró concurso voluntario de acreedores y solicitó al juez encargado la suspensión de la junta que los minoritarios de Abengoashares, ahora agrupados en sindicatura, habían convocado, y así evitar que se alzaran con el control de Abengoa y sus filiales colocando a un nuevo equipo directivo que habría de encabezar Clemente Fernández. De esta manera, el presidente, con una cuantiosa inversión en la empresa, en caso de desaparición, logrará recuperar gran parte de su inversión, cosa no posible siendo solo accionista.
A lo largo del mes marzo, se supo de la existencia de la sociedad pantalla Sitching Seville, ubicada en Holanda y ya extinta, que habría obtenido millonarios beneficios canalizando la reestructuración de 2017.

## Presencia

### Negocios en España
Los activos en España representan el 16 % de las ventas globales de Abengoa. La compañía opera cinco plantas de biocombustibles en el país: la planta de etanol de Teijeiro, Curtis (La Coruña) con una capacidad de 196 ML/año, la planta de etanol de Babilafuente (Salamanca) con 205 ML/año, la planta de biodiésel de San Roque (Cádiz) de 225 ML/año y la planta de etanol de Ecocarburantes Españoles, S.A. en Escombreras, Cartagena (Murcia), con una capacidad de 150 ML/año.

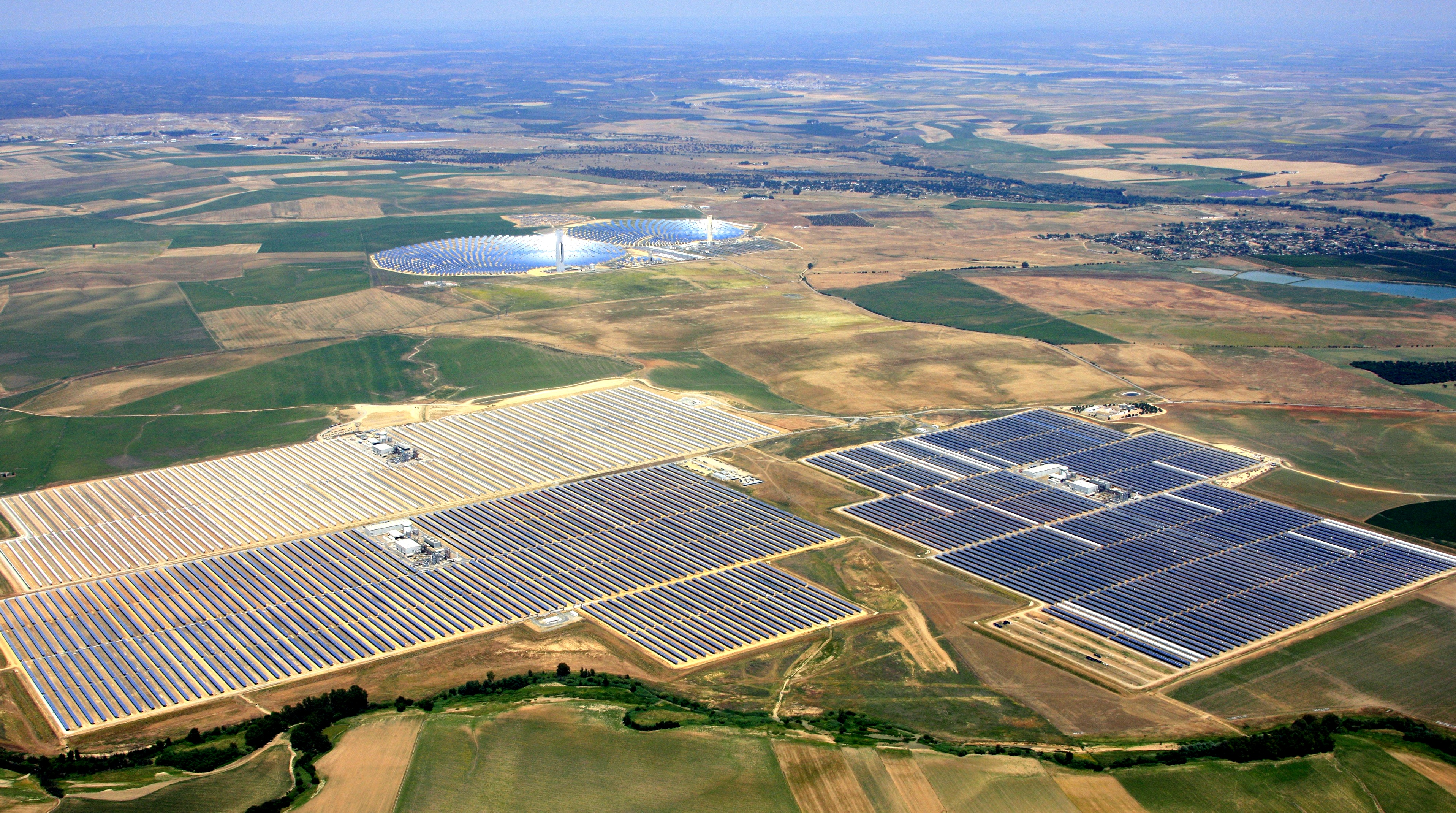
Vista aérea de las unidades I, III, y IV, de las centrales solares Solnova. Al fondo se aprecian las centrales solares de torre y campo de helióstatos PS10 y PS20, también propiedad de Abengoa Solar.

En el sector del medioambiente, la compañía cuenta con 6 plantas de reciclaje distribuidas por todo el territorio. En Huelva, tienen el complejo medioambiental de Nerva (Huelva), con una planta con una capacidad máxima de 4 000 000 t (toneladas) de residuos industriales peligrosos. En la provincia de Vizcaya operan 2 plantas con una capacidad conjunta de 21 500 t/año (toneladas por año) de polvos de acero galvanizado. El complejo de Valladolid cuenta con una planta de reciclaje de residuos alumínicos y escorias salinas, con una capacidad conjunta de 200 000 t/año. En Cataluña, Abengoa tiene presencia con la planta Befesa en Las Franquesas del Vallés (Barcelona), con una capacidad de 55 000 t/año de residuos alumínicos. Y la planta Befesa Zinc Sur, en Extremadura, con una capacidad de 100 000 t/año de polvos de acero.
Asimismo, Abengoa opera con otras 6 plantas de cogeneración en Motril (Granada) Villaricos, Cuevas del Almanzora (Almería) Teijeiro, Curtis (La Coruña) Salamanca, Cartagena (Murcia) y Baracaldo (Vizcaya), con una capacidad global de 152,1 MW (megavatios).
En cuanto a energía solar, la compañía posee 5 complejo termosolares, entre los que destacan Solúcar, la mayor plataforma solar de Europa, en Sanlúcar la Mayor (Sevilla), en la que Abengoa opera comercialmente 183 MW, con una capacidad total prevista de 300 MW. También cuentan con la plataforma solar Écija (Sevilla), formada por dos plantas de tecnología cilindroparabólica de 50 MW cada una y la plataforma solar El Carpio (Córdoba), formada por otras dos de 50 MW cada una de ellas.
Abengoa también posee 5 plantas de tecnología fotovoltaica en España con una potencia total de 11,7 MW. La plataforma solar de Extremadura, que está formada por cuatro plantas cilindroparabólicas de 50 MW cada una, y la Plataforma Solar Castilla-La Mancha formada por dos plantas de 50 MW cada una y tecnología cilindroparabólica.
Además de la construcción del Hospital del Tajo, en Aranjuez (Madrid) Y las obras del Hospital Costa del Sol en Marbella (Málaga) aún en marcha.

### Negocios en el resto de Europa
Abengoa está presente en Francia con la planta de etanol en Lacq (Pirineos Atlánticos), y en Países Bajos cuenta con dos plantas en Róterdam (Holanda Meridional), de las cuales una también es de etanol, y la otra dedicada a la cogeneración.

### Negocios en Estados Unidos

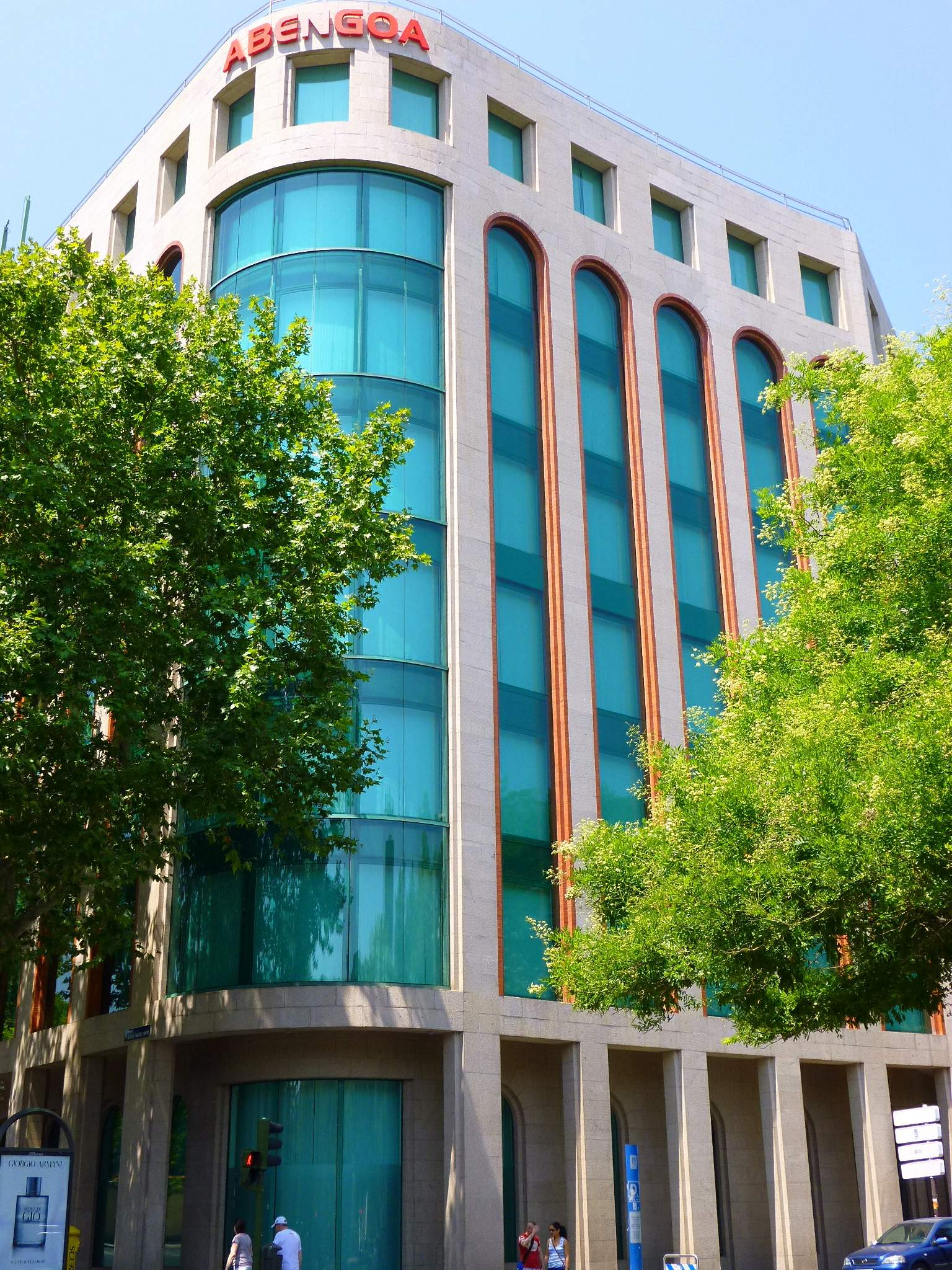
Sede de Abengoa en Madrid hasta 2016

A través de Abengoa Bioenergía, opera 6 plantas de producción de bioetanol en Estados Unidos, con una capacidad total de 1440 ML/año, y está construyendo una nueva planta de biodiésel que utiliza como materia prima biomasa a escala comercial situada en Hugoton, Kansas, con una capacidad de 95 ML/año.
Actualmente, Abengoa gestiona desde 2013 la planta termosolar de Solana, en el estado de Arizona, que cuenta con una potencia de 280 MW y funciona a través de tecnología cilindroparabólica con seis horas de almacenamiento. Solana es una de las plantas termosolares más grande del mundo. En 2010, el gobierno estadounidense otorgó a Abengoa una garantía federal de 1450 millones de dólares para su construcción.
La compañía también construye en California la planta termosolar de Mojave, en California, que tendrá una potencia de 280 MW (brutos) y funcionará con colectores cilindroparabólicos de tecnología propia. La planta comenzará a funcionar en 2014.

### Negocios en Brasil
En Brasil, la compañía posee tres plantas de bioenergía. Dos de ellas, Abengoa Bioenergia São Luiz y Abengoa Bioenergia São João, son plantas de cogeneración de energía eléctrica que utilizan el bagazo de la caña de azúcar como materia prima principal y que poseen una potencia conjunta de 140 MW (megavatios). Abengoa Bioenergia São João registra una capacidad instalada de 145 ML de bioetanol y 201 500 MWh (megavatios-hora) de electricidad al año, mientras que Abengoa Bioenergia São Luiz posee una capacidad anual de 90 ML de bioetanol y 172 000 MWh de electricidad.
Abengoa posee, además, más de 2500 km (kilómetros) de líneas de transmisión de energía eléctrica en todo el país. De hecho, Abengoa, como parte del Consorcio Norte Brasil, junto a Electronorte y Electrosul, construyó una línea de corriente continua, de 600 kV, en Porto Velho-Araraquara que cuenta con una longitud total de 2375 km, lo que la convierte en una de las líneas de corriente más largas del mundo.
En Brasil, Abengoa también está presente en el negocio del sector eólico, a través de la reciente adjudicación de tres parques eólicos en el estado de Ceará, que forman el complejo eólico Trairí II, con una capacidad total instalada de 96,6 MW.

### Negocios en Hispanoamérica

#### Perú
Abengoa cuenta con tres líneas de transmisión eléctrica en operación, una de ellas de 431 km (kilómetros), con una tecnología de 220 kV AC (Redesur), y dos líneas de 696 km con tecnología 220 kV AC. En 2013, entró en operación una nueva línea de 872 km con tecnología de 500 kV AC. Además, posee un complejo medioambiental de reciclaje de residuos industriales líquidos con una capacidad de 25 000 t/año (toneladas por año) de incineración. Y también se construyen en Perú otras dos líneas de transmisión, asimismo hay otra sobre plano para Cuzco.

#### Uruguay
En Uruguay, la compañía tiene dos parques eólicos; uno en Palmatir de 50 MW (megavatios), y otro en Cadonal

#### Argentina
En Argentina, Abengoa tiene su primera filiar Teyma Abengoa, que ya casi cuenta con medio siglo de historia. La compañía posee complejos medioambientales, energéticos, industriales, además de abordar otros sectores como son las telecomunicaciones, los transportes y los servicios.

#### México
Abengoa está presente en México desde 1981, país en el que cuenta con más de 6500 km (kilómetros) de líneas de transmisión. Ha sido contratista habitual de las empresas estatales Petróleos Mexicanos (Pemex) y Comisión Federal de Electricidad (CFE), confirmándose como uno de los principales agentes del sector eléctrico mexicano. Actualmente, tiene en operación dos proyectos de gran relevancia, el Centro Cultural Mexiquense Bicentenario de Oriente y la central de cogeneración Nuevo Pemex, y está ejecutando varios más.
Desde el año 2000, cuenta con una fábrica de estructuras metálicas, incluyendo torres para líneas eléctricas y estructuras para subestaciones, denominada Comemsa.
En 2011, se inauguró el Centro Cultural Mexiquense Bicentenario de Oriente en Texcoco, Estado de México. Abengoa fue responsable de la construcción y se encargará de su operación y mantenimiento hasta 2030.
En dicho año, también logró la adjudicación de la central termosolar Agua Prieta de 14 MW (megavatios). Se trata de un proyecto pionero en Latinoamérica, pues el campo solar se integrará a una central de ciclo combinado convirtiéndose en el primer campo híbrido solar-gas de la región.
A finales de 2012, entró en operación la planta de cogeneración Nuevo Pemex, de 300 MW, próximo a Villahermosa. Se trata de una central que suministra electricidad y vapor al Complejo Procesador de Gas Nuevo Pemex. Este proyecto fue un hito en el país, siendo el más importante de Latinoamérica en dicho momento. Junto a este proyecto, está ejecutando como desarrollo propio casi 1 GW a través de la central de cogeneración eficiente A3T y del ciclo combinado A4T.
En generación de energía eólica, inició en 2014 la construcción del mayor parque eólico del noreste del país, Tres Mesas, de 148,5 MW, cuya puesta en marcha se prevé para finales de 2016.
Por su parte, en el área de generación convencional, Abengoa también está a cargo del proyecto ciclo combinado Norte III bajo la modalidad de Productor Independiente de Energía. Ésta es la primera central de energía que la empresa obtiene bajo esta modalidad con CFE y uno de los de mayor envergadura en México.
Además de energía, Abengoa también participa en el sector del agua mexicano a través de la concesión por 25 años del acueducto El Zapotillo de 140 km, adjudicado por la Conagua. Este proyecto, uno de los más importantes del país, beneficiará a dos millones de habitantes de los Altos de Jalisco y León. Se estima su finalización en 2018.

#### Chile
Abengoa ha desarrollado en Chile actividades que giran en torno a la Ingeniería y Construcción y Concesiones de infraestructura, ejecutando importantes proyectos para la industria eléctrica, minera y de consumo, entre las que se cuentan la instalación de líneas eléctricas y subestaciones, obras civiles, obras ferroviarias, montajes electromecánicos, obras sanitarias y de tratamiento de residuos plantas desaladoras e instalaciones de energía renovable.
La compañía está construyendo además, el proyecto Atacama 1, situado en el Desierto de Atacama, la que sería la primera planta termosolar de Latinoamérica.

#### Venezuela
Abengoa fue el contratista seleccionado por CANTV para llevar a cabo la instalación de la red de fibra óptica interurbana entre las principales ciudades de Venezuela a principios de los años 1990. La empresa se vio envuelta en una polémica tras un infortunado accidente en 1993 conocido como la «Tragedia de Las Tejerías», y fue por ello obligada a compensar económicamente a la compañía energética venezolana PDVSA Gas en 2006.

#### Bolivia
Abengoa participó con el 25 % en «Aguas del Tunari» en el 2000, que privatizó del abastecimiento de agua potable municipal de Cochabamba. Como resultado de unas fuertes protestas nombradas como Guerra del agua, el proyectó fue retirado y el consorcio disuelto.

### Negocios en Asia y Oriente Próximo
Abengoa cuenta en estas regiones, por las que va poco a poco expandiéndose, plantas desaladoras en China y en India, además de una planta termosolar en Abu Dabi, Emiratos Árabes Unidos. Sobre plano está otra planta termosolar en Ashalim, Israel, y una planta de estructuras metálicas, también en la India.

### Negocios en África
Abengoa también está presente en África, donde ha desarrollado varios proyectos termosolares, como por ejemplo en Sudáfrica, donde ha puesto en operación comercial en 2016 Khi Solar One, la primera planta termosolar de torre del continente. Anteriormente, en marzo de 2015, inauguraba Kaxu Solar One, una planta termosolar de tecnología cilindroparabólica con una capacidad de 100 MW (megavatios). También posee una tercera planta Termosolar de tecnología Cilindro Parabólica de 100 MW de capacidad llamada Xina Solar One, que fue puesta en servicio en 2017.
En Argelia, Abengoa actualmente opera en sociedad mancomunada con SACYR dos plantas desaladoras, Skikda y Honaine, una tercera en solitario en el norte del país, y una planta Termosolar de tecnología Cilindro Parabólica perteneciente a una central híbrida solar y de ciclo combinado con una capacidad conjunta de 150 MW, en la localidad de Hassi R'Mel . En Ghana ha puesto en operación comercial recientemente otra planta desaladora.

## Recursos humanos

### Sello de Excelencia Europea EFQM 500+
Desde 2015 Abengoa posee el Sello de Excelencia Europea EFQM 500+ a la gestión de los Recursos Humanos de la compañía, la máxima distinción basada en el Modelo EFQM que conceden el Club Excelencia en Gestión y la Asociación Española de Normalización y Certificación (AENOR).
Esta distinción, reconoce un modelo de gestión de personas acorde a los más altos estándares internacionales, al poner en valor la manera de entender y hacer en un área especialmente estratégica que, en el caso de Abengoa, alcanza a más de 25 000 profesionales en más de 80 países, repartidos por los cinco continentes.
Para el reconocimiento de esta distinción se analizan diferentes variables como la capacidad para mantener en el tiempo resultados sobresalientes; el liderazgo con visión, inspiración e integridad; el valor aportado a los clientes; la consecución del éxito mediante el talento de las personas o la capacidad para potenciar la creatividad y la innovación, entre otros.

### Malas condiciones laborales
En 2013, el periódico español Diagonal denunció la explotación que sufren parte de los trabajadores de la empresa, debido a la reubicación y expatriación, con jornadas laborales abusivas que superan las 11 horas, a lo que habría que añadir la incapacidad de los trabajadores para asociarse en sindicatos. Además, los trabajadores son controlados mediante la prohibición de la entrada de alimentos en las instalaciones de la empresa, «debido a que la tarjeta utilizada para pagar la comida o comprar productos de las máquinas expendedoras en las instalaciones es la misma que se utiliza fichar al entrar y salir.»
En 2014, otro periódico, en este caso El Economista, reforzó las anteriores afirmaciones de explotación y condiciones de trabajo denigrantes, al señalar que «Abengoa está probando un nuevo software para controlar a sus empleados, que consiste en que los empleados deben justificarse si el ratón de su ordenador no se ha movido en 15 minutos». El artículo de El Economista también decía que los empleados están obligados a trabajar hasta las 20:00 horas, alargando su jornada laboral estipulada en dos horas, arriesgándose a ser despedidos si no cumplen este «extra».
En cualquier caso, parece que el futuro de la empresa se presenta muy incierto, ya que según informa la prensa española, Abengoa se encuentra al borde del concurso de acreedores al no ser capaz de sacar adelante su tercer rescate financiero. Según dicho diario, el grupo Abengoa tiene una deuda de unos 6000 millones de euros y el plan de rescate, que ya estaba en marcha, preveía condonaciones y conversión de deuda en acciones de la filial Abenewco1, hasta dejar el pasivo financiero de la compañía en algo más de 700 millones de euros. Además, el plan de reestructuración contemplaba un crédito de 230 millones de euros con el aval del ICO, así como 300 millones de euros más en avales.
Antes de la reestructuración de 2017 el accionista principal de Abengoa, S.A. era Inversión Corporativa, I.C., S.A. con el 55,00 %. También eran accionistas Finapirsa, S.A. con el 5,00 % y Blackrock Inc. con el 4,19 %. Este último es, además, uno de los grupos financieros más influyentes en Wall Street y Washington, así como en Europa, y se caracteriza por su fuerte presencia en el segmento de los «fondos cotizados», cuya principal característica es que se negocia en mercados de valores secundarios. La comercialización de estos productos supone un desafío desde dentro del mercado financiero debido a su propia ineficiencia, pues se trata de un producto óptimo en cuanto a asignación de activos (por su elevado grado de diversificación), simplicidad a la hora de operar (igual de ágil que las acciones) y costes (es más barato que los fondos de inversión).

## Accionariado
Lista de principales accionistas a noviembre de 2015:
- Inversión Corporativa, sociedad a través de la cual las familias fundadoras de la empresa, los Benjumea, Abaurre, Aya y Solís controlan el 51,235 % de los derechos de voto.[64][65]